# 泽迪亚尼
泽迪亚尼（義大利語：Zeddiani），是意大利奥里斯塔诺省的一个市镇。总面积11.88平方公里，人口1169人，人口密度98.4人/平方公里（2009年）。ISTAT代码为095074。